# Savigny-Poil-Fol
Savigny-Poil-Fol település Franciaországban, Nièvre megyében. Lakosainak száma 108 fő (2022. január 1.). Savigny-Poil-Fol Avrée, Ternant, La Nocle-Maulaix, Fléty, Lanty, Rémilly és Tazilly községekkel határos.

## Népesség
A település népessége az elmúlt években az alábbi módon változott:
| Lakosok száma | 131  | 128  | 133  | 124  | 120  | 115  | 113  | 109  | 108  |
|               | 2013 | 2015 | 2016 | 2017 | 2018 | 2019 | 2020 | 2021 | 2022 |